# Vincent Zhan Silu

Bischofswappen von Vincent Zhan Silu

Vincent Zhan Silu (chinesisch 詹思禄; * 13. März 1961 in der Volksrepublik China) ist ein chinesischer Geistlicher und römisch-katholischer Bischof von Xiapu.

## Leben
Vincent Zhan Silu empfing am 24. Juni 1989 das Sakrament der Priesterweihe.
Er empfing am 6. Januar 2000 die Bischofsweihe und wurde Weihbischof in Xiapu. Am 5. August 2005 wurde er durch die Chinesische Katholisch-Patriotische Vereinigung zum Bischof von Xiapu ernannt. Papst Franziskus erkannte die Ernennung am 22. September 2018 an.